# Luisa Oneto
Luisa Oneto (1963) è una regista e attrice italiana.

## Biografia
Diplomata in teoria e solfeggio, suona la viola.
Debutta nel 1983 nel “Post Hamlet” di Giovanni Testori, scritturata dall’autore stesso con la regia di Emanuele Banterle.
Nel 1987 si diploma all'Accademia dei Filodrammatici di Milano (1ºpremio accademia) e lavora in teatro diretta da Guido De Monticelli e Fabio Battistini (in Shakespeare-Eliot-Claudel-Bernanos).
Dal 1993 al 1995 è conduttrice della trasmissione televisiva RAI “L’albero Azzurro”.
Dal 1994 ad oggi si dedica alla regia di opere liriche e Musical con protagonisti disabili gravi nella città di Varese, spettacoli replicati anche nei teatri Manzoni, Carcano, Nazionale di Milano e a Lugano.
È stata direttrice artistica e docente di dizione e recitazione della Scuola Teatro Città di Varese.
Fonda la Compagnia e Scuola di Teatro Musical  "Splendor del Vero", della quale è tutt'oggi direttrice..
Specializzata nella realizzazione di spettacoli di spirito cristiano e Sacre rappresentazioni.
Con lo spettacolo musicale e di animazione per bambini “La casa dei Sogni di Luisa” è stata protagonista insieme alla sua numerosa famiglia (marito e 5 figli, in arte “ScarpOne”) in tournée nelle città italiane e della Svizzera italiana.
Nel 2011 viene insignita del premio Rosa Camuna.

## Teatro
- “Anna dei miracoli” di W.Gibson (Regista e protagonista)
- Protagonista nel Monologo "La Guardiana delle Oche" di Davide Rondoni regia Andrea Chiodi.
- E’ Valeria in "Dialoghi su Paolo VI" per la regia di Antonio Zanoletti.
- Interpreta Pierret in "Jacques Fesch" per la regia di Antonio Zanoletti.
- Voce recitante in concerti di musica classica (anche per il Coro Filarmonico della Scala) e musica Gospel.
- “VENTAGLIO” di Goldoni (Regia)
- “ROMEO e GIULIETTA” di Shakespeare (Regia)
- “CIRANO” di Rostand (Regia)
- “La casa dei Sogni di Luisa” (
- “Lo Schiaccianoci on ice” (regia nel 2008)[2],
- “Princess on ice” (regia nel 2009)[3].
- “L'Amore ingegnoso” di S.Mayr (spettacolo lirico al Teatro Condominio di Gallarate)
- “Rita” di Donizetti (spettacolo lirico al Teatro Condominio di Gallarate)
- “Tutti insieme appassionatamente” (musical per il teatro di Bolzano)
- “Turandot” di G.Puccini (Regia con protagonisti disabili gravi)
- “Notre Dame de Paris” di V.Hugo (Regia con protagonisti disabili gravi)
- “West Side Story” di Bernstein (Regia con protagonisti disabili gravi)
- “Gian Burrasca” di N.Rota e L.Wertmuller  (Regia con protagonisti disabili gravi)
- “La lampada di Aladino” dalle Mille e una notte (Regia con protagonisti disabili gravi)
- “La Divina Commedia” di Dante (Regia con protagonisti disabili gravi)
- "I MiserAbili" di Victor Hugo (Regia con protagonisti disabili gravi)
- “L’annuncio a Maria” di Paul Claudel (Regia)
- “Il Pianto della Madonna” di Jacopone da Todi (Regia)
- “Immacolata figlia del tuo figlio” (Dobraczynsky-Valtorta-Rilke-Efrem il Siro) (Regia)
- “Le Confessioni” di S.Agostino (Regia)
- “Santa Antida Touret” (Regia)
- “I Promessi Sposi” di A.Manzoni. (Regia)

## Televisione
- RAI - “L’albero Azzurro” (1993-1995)
- "Adele Bagna" nel film "Il Pretore", regia di Giulio Base (2014)